# Eodorcadion virgatum taihangense
Eodorcadion virgatum taihangense es una subespecie de escarabajo longicornio del género Eodorcadion, categorizada en la tribu Dorcadionini, de la subfamilia Lamiinae. Fue descrita por Danilevsky & Lin en 2012.

## Descripción
Mide 12,5-13,8 mm de longitud.

## Distribución
Se distribuye por China.